# Відповідач
Відповіда́ч — у цивільному судочинстві сторона, якій пред'явлено позов.
Відповідачем може бути як фізична, так і юридична особа. Він, як і позивач, має рівні процесуальні права при розгляді справи в суді. Позов може бути пред'явлений до кількох відповідачів, кожний з яких стосовно іншої сторони виступає в судовому процесі самостійно. Тобто, відповідачем є та процесуальна особа, яка на думку позивача, своєю діяльністю (діями або бездіяльністю) порушила його права та до якої позивач направляє свої позовні вимоги (свій позов) звернувшись при цьому до органу суду.
Відповідач має право:
- знайомитися з матеріалами справи
- заявляти відводи
- подавати докази
- брати участь у дослідженні доказів
- подавати клопотання
- давати усні й письмові пояснення суду
- заперечувати проти клопотань, доводів і міркувань позивача
- оскаржувати рішення та ухвали суду
- визнати або закінчити справу мировою угодою

Відповідач має право пред'являти зустрічний позов, у якому він займає позицію позивача, а позивач з цього ж позову — позицію відповідача.
Відповідач також виступає у господарському процесі, адміністративному, а в кримінальному судочинстві — цивільний відповідач.
Якщо позов пред'явлено до відповідача, який не є відповідальним за ті порушення, з приводу яких ведеться судовий процес, такий відповідач є неналежним і підлягає заміні.